# 大九华宾馆
大九华宾馆是中華人民共和国安徽省池州市贵池区的一家宾馆。

## 简介
大九华宾馆設計風格為新古典主義，奠基于1992年12月8日，1997年12月28日開業，2006年被九华股份收购。2009年1月，大九华宾馆被評為4星級賓館。2012年6月，大九华宾馆改造翻新，2013年1月恢復營業。
主体楼房建筑面积11000平方米，最多可同时容纳700多人就餐。

## 图像

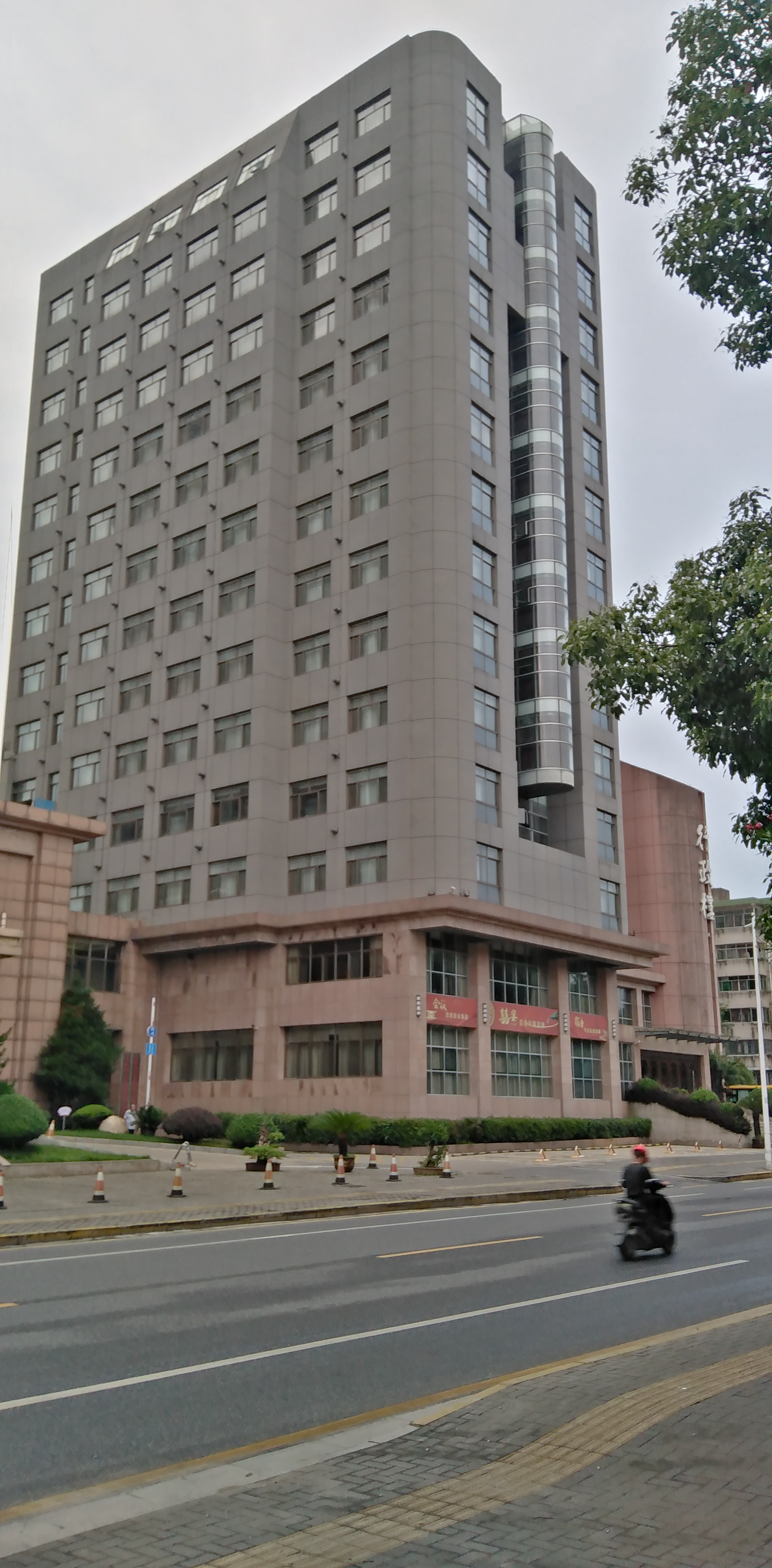
北楼
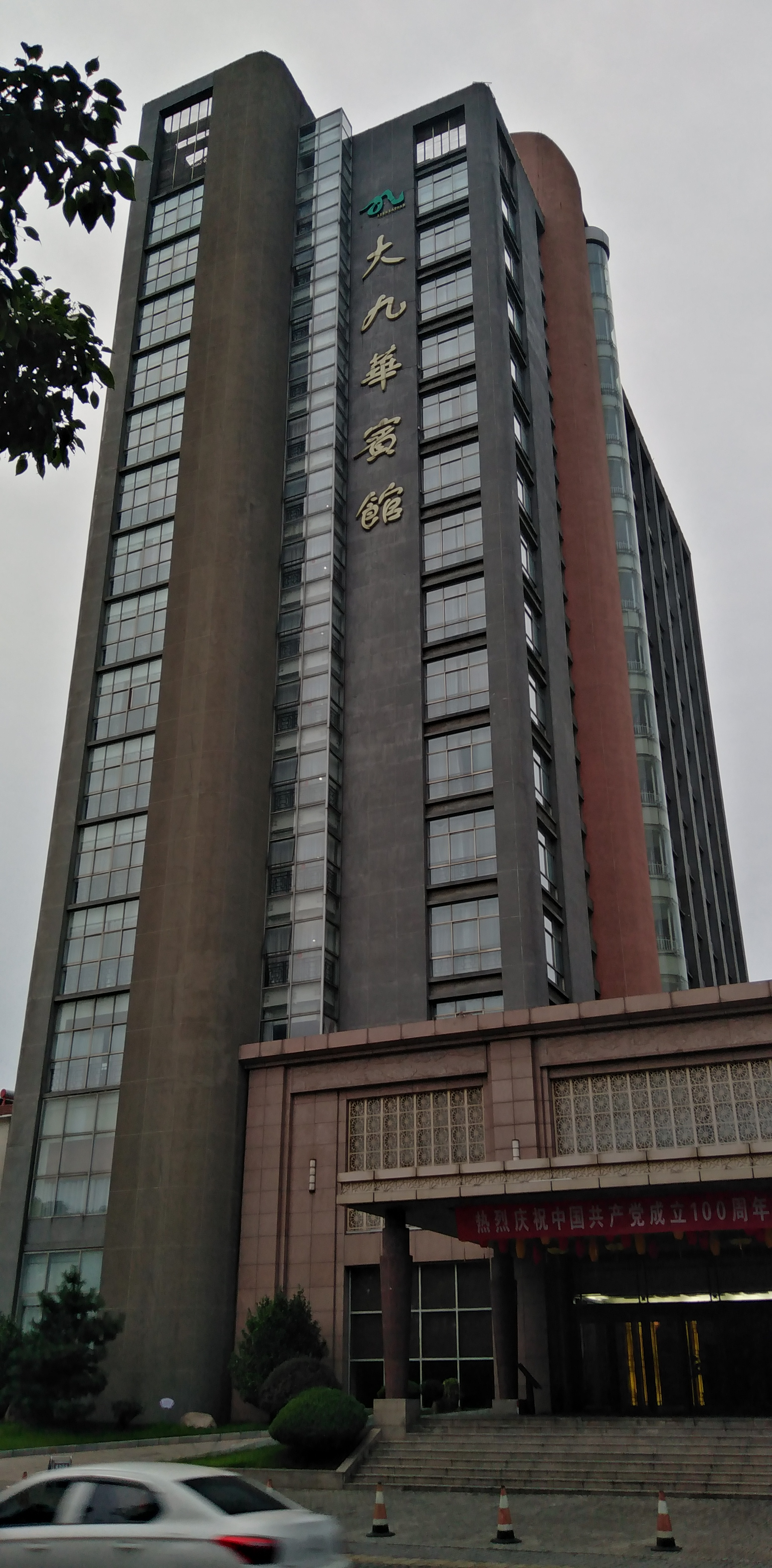
南楼